# Ecsenius aroni
Ecsenius aroni är en fiskart som beskrevs av Springer, 1971. Ecsenius aroni ingår i släktet Ecsenius och familjen Blenniidae. Inga underarter finns listade i Catalogue of Life.